# Beylicat de Ladik
La dynastie beylicale de Ladik. Elle est aussi appelée en turc les İnançoğulları à partir du règne d’İnanç en 1289. Cette dynastie turkmène s’est installée en Anatolie, dans la région de Ladik à 6 km au nord de la ville actuelle de Denizli. Le beylicat disparaît en 1368 annexé par les Germiyanides.

## Histoire

### La capitale
La ville de Denizli est construite à côté des ruines de la ville antique de Laodicée du Lycos qui a été détruite à la fin du Ve siècle par un tremblement de terre. Laodicée a été désertée pendant les guerres entre Byzantins et le Seldjoukides. La ville de Denizli fondée par les Seldjoukides, à côté de l’ancienne Laodicée, s’est d’abord appelée Ladik par altération de Laodicée.
Ibn Battûta passe à Ladik en 1333. Sur le chemin il est mis en garde contre les Germiyanides (Djermïân dans le texte) par celui qu’il appelle le sultan de Gölhisar Mehmed Çelebi frère de l’Hamidide Necmeddin Ishak bey :

« Le sultan envoya avec nous plusieurs cavaliers, chargés de nous conduire jusqu’à la ville de Lâdhik, parce qu’une troupe de brigands, appelés les Djermïân, interceptent les chemins dans cette plaine. On dit qu’ils descendent de Yezîd, fils de Mo’âwiyah, et ils possèdent une ville appelée Coûtâhiyah. Dieu nous préserva de leurs attaques, et nous arrivâmes à la ville de Lâdhik, appelée aussi Doûn Ghozloh, ce qui signifie la Ville des Porcs.

Elle est au nombre des villes les plus grandes et les plus admirables. Il s’y trouve sept mosquées où l’on fait la prière du vendredi ; elle possède de beaux jardins, des rivières qui coulent abondamment, des sources jaillissantes et des marchés superbes. On y fabrique des étoffes de coton brodées d’or, qui n’ont pas leurs pareilles, et dont la durée est fort longue, à cause de l’excellente qualité du coton et de la force des fils employés. Elles sont connues par un nom emprunté de celui de la ville où elles se fabriquent. »

— Ibn Battûta, Op. cit., vol. II (lire en ligne), « Du sultan de Koul Hissâr », p. 120 (.pdf).

### Les beys de Ladik
Au départ, Mehmed bey est nommé gouverneur de la zone frontalière avec l’empire byzantin autour de Denizli, par les Seldjoukides de Roum. Mehmed Bey, son frère Ilyâs et son gendre Ali sont de la famille des Germiyanides. Ils sont vassaux des sultans de Roum qui eux-mêmes sont vassaux des Mongols Ilkhanides depuis la bataille de Köse Dağ en 1243. À cette époque, le sultanat de Roum a été partagé entre les trois fils de Kay Khusraw II : l’aîné Kay Kâwus II ne règne que sur la région de Konya. En 1260, Kay Kâwus II abandonne Konya et part se réfugier en Crimée. En 1261, Mehmed Bey profite de la situation et se déclare indépendant des seldjoukides de Roum, mais reste vassal de l’Ilkhan Hülagü avec le titre de ghazi. Un an plus tard, Mehmed est trahi par son gendre Ali, il est fait prisonnier et tué par les Ilkhanides. 
En 1262, Ali succède à son beau-père. En 1284, l'Ilkhan Ahmad Teküder désigne Ghiyâth ad-Dîn Mas`ûd II comme successeur au titre de sultan de Roum. En 1286, Mas`ûd prend pour capitale Kayseri et non Konya. Mas`ûd engage plusieurs campagnes contre les principautés turkmènes émergentes dans toute l'Anatolie, toujours avec le soutien des Mongols, voire avec des troupes mongoles. Il conduit des campagnes contre les Karamanides et les Eşrefoğulları, sous la tutelle du doyen des vizirs Sahip Ata. Ali Bey perd la principauté.
İnanç fils d’Ali, lui succède (avant 1332, peut-être dès 1314). En 1319, Timurtaş, est nommé gouverneur de l’Anatolie. Timurtaş est fils cadet de Chupan représentant du dernier grand Ilkhan de Perse Abu Saïd Bahadur.>. En 1324, Timurtaş soumet les deux principautés des Hamidides et de Teke. En 1327, Chupan, tombé en disgrâce, est tué par l’Ilkhan. Timurtaş va se réfugier en Égypte chez les Mamelouks qui, pour ne pas déplaire à Abu Saïd, le font périr. La chute de Chupan et la disparition de Timurtaş suivie de la mort Abu Saïd huit ans après, laisse l’Anatolie sans maître et libère les émirs turcs locaux. En 1333, Ibn Battûta  rencontre İnanç (Yenendj dans le texte) :

« Il (Le sultan de Ladik) est Yenendj bec, et il est au nombre des principaux sultans du pays de Roûm. … Cela se passait dans le mois de ramadhân. Nous allâmes le trouver et nous lui donnâmes le salut. … Nous fîmes avec ce prince la prière du coucher du soleil ; on lui servit à manger ; nous rompîmes le jeûne près de lui et nous nous en retournâmes. … la fête de la rupture du jeûne nous ayant trouvés à Lâdhik, nous nous rendîmes au lieu de la prière ; … Son fils Mourâd bec nous manda ensuite ; il habitait un jardin situé hors de la ville, car c’était alors la saison des fruits. »

— Ibn Battûta, Op. cit., vol. II (lire en ligne), « Du sultan de Lâdhik », p. 122-123 (.pdf).
Murad Arslan succède à son père İnanç en 1335.
İshak succède à Murad Arslan. İshak est un protecteur des arts et des sciences, son règne se termine lorsque les Germiyanides conquièrent Denizli en 1368.

## La dynastie

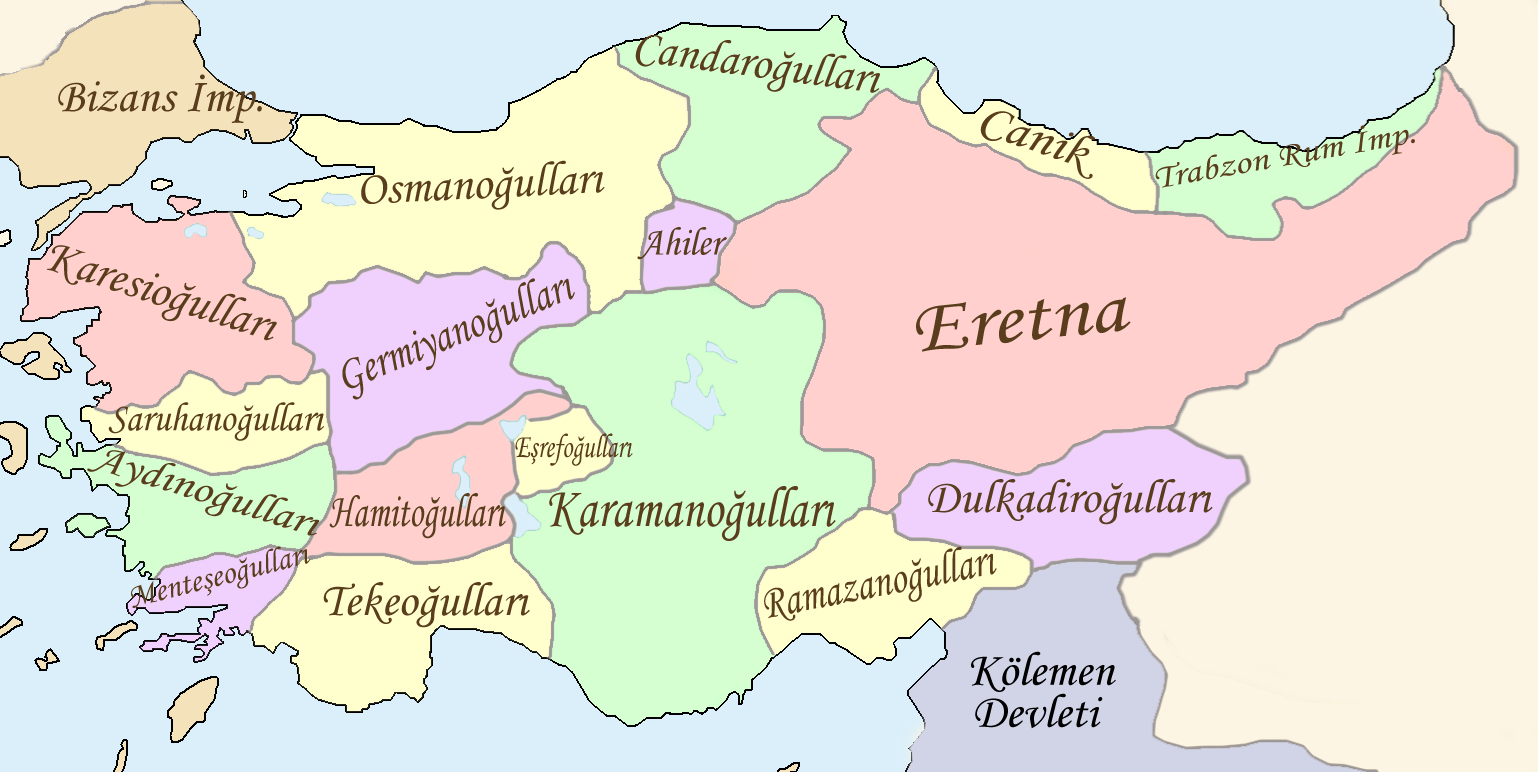
Carte des beylicats d’Anatolie formés après la bataille de Köse Dağ (26 juin 1243). Denizli est situé approximativement au point de rencontre des trois beylicats des Aydınoğulları, des Germiyanoğulları et des Hamidoğulları.

| Dates           | Nom                               | Nom turc                          | Fils de                           |                                                           |
| --------------- | --------------------------------- | --------------------------------- | --------------------------------- | --------------------------------------------------------- |
| 1261-1262       | Muhammad                          | Mehmed                            |                                   | Fondateur du beylicat. Lié à la famille des Germiyanides. |
| 1262-avant 1332 | `Alî                              | Ali                               |                                   | Gendre de Mehmed.                                         |
| avant 1332-1335 | Inantch                           | İnanç                             | Ali                               | Eponyme des İnançoğulları.                                |
| 1335-1362       | Mûrad Arslan                      | Murad Arslan                      | İnanç                             |                                                           |
| 1362-1368       | Ishâq                             | İshak                             | Murad Arslan                      |                                                           |
| 1368            | Annexion au beylicat de Germiyan. | Annexion au beylicat de Germiyan. | Annexion au beylicat de Germiyan. | Annexion au beylicat de Germiyan.                         |

## Remarque
Les tapis de Ladik viennent de Ladik dans la province de Samsun.